# Sint-Annakerk (Koekelberg)
De Sint-Annakerk (Frans: Église Sainte-Anne) is een kerkgebouw in de Belgische gemeente Koekelberg. Het gebouw, gelegen aan Henri Vanhuffelplein 1, doet dienst als parochiekerk.
Tegenover de kerk staat het gemeentehuis van Koekelberg.

## Voorgeschiedenis
De keuze van de patroonheilige is niet toevallig: Reeds in de 14e eeuw bevond zich een Sint-Annakapel te Koekelberg, gesticht door de plaatselijke heer. Deze kapel werd bediend door de Abdij van Grimbergen. De kapel kwam later bij de parochie Sint-Agatha-Berchem. In 1839 werd te Koekelberg een Sint-Annakerk gebouwd. In 1908 kwam er een grotere, neogotische, kerk, ontworpen door Edouard Ramaekers. In 1985 werd deze kerk gesloopt, omdat er bouwkundige problemen ontstonden. Hierop werd de huidige kerk gebouwd.

## Huidige kerk
Deze kerk werd gebouwd in 1990 en architect was Jean Cosse. Het is een modern kerkgebouw, uitgevoerd in witte stenen, en met een rechthoekige voorgevel waarop symmetrisch reliëf is aangebracht, en ook, in het midden, een beeld van Sint-Anna met de jonge Maria.
De kerk zelf is lager dan de voorgevel en heeft een plat dak. De kerk bevat ook een aantal bijgebouwen, met elkaar verbonden door een ingangspartij waarnaast een open klokkentoren werd gebouwd, getooid door een kruis.
In de kerk bevindt zich keramiek van Max Van Der Linden.